# 텔레마코스
텔레마코스(고대 그리스어: Τηλέμαχος, Telemachos)는 고대 그리스 신화에 등장하는 인물로, 호메로스의 《오디세이아》의 중심 인물 중 하나이다. "텔레마코스"의 문자 그대로의 의미는 "멀리 떨어진 싸움꾼"이라는 뜻인데, 트로이 전쟁에 참가하지 못한 것을 가리키는 것으로 여겨지고 있다. 이타카의 왕 오디세우스와 페넬로페 사이의 아들이다. 아리스토텔레스에 따르면 나중에 스케리아 섬의 왕 알키노오스의 딸 나우시카와 결혼하고 두 아들을 낳았다고 한다.
|  |  |